# Everlasting (冈本真夜单曲)
《Everlasting》是日本创作歌手冈本真夜的第九张单曲。1998年11月18日发售。发售商是德間日本傳播。

## 概要
自前作发行7个月之后再次发行的单曲。
B面歌是第二张专辑《Pureness》的收錄曲〈銀色の週末〉的另一版本。

## 收录曲目
1. Everlasting(5:37)
  - 作詞・作曲：岡本真夜、編曲：森俊之（日语：森俊之）
2. 銀色の週末 Ambient Version(4:39)
  - 作詞・作曲：岡本真夜、編曲：森俊之
3. Everlasting (ORIGINAL KARAOKE)(5:37)

## 收录专辑
Everlasting
原创专辑《魔法のリングにkissをして》（1999年8月4日）
※Album Mix
最佳专辑《RISE 1》（2000年5月31日）
銀色の週末
原创专辑《Pureness》（1996年3月16日）
最佳专辑《もう一度あの頃の空を》（2003年10月22日）
最佳专辑《My Favorites》（2010年5月26日）

## 商业配合
- Everlasting：クラフト「カマンベール入り6Pチーズ」广告歌曲。